# محدودیت شاکلی و کوییسر
محدودیت شاکلی و کوییسر:در فیزیک نظریه محدودیت شاکلی-کوییسر یا محدودیت تعادلی جزئی به ماکزیمم راندمان تئوریکال یک سلول خورشیدی که از اتصال   (P-n) استفاده می‌کند بر می گردد. این موضوع در ابتدا توسط ویلیام شاکلی و هانس کوییسر در سال ۱۹۶۱ محاسبه شد. این محدودیت یکی از مسائل اساسی در تولید انرژی خورشیدی است.
این محدودیت ماکسیمم راندمان تبدیل انرژی خورشیدی رو در حدود ۳۳٫۷ درصد قرار می دهد با این فرض که یک اتصال (p-n)با نوار ممنوعه (band gap(1.1 الکترون ولت مانند سیلیکون داریم. یعنی از تمام انرژی نور خورشید که به سلول خورشیدی سیلیکونی می رسد (حدود ۱۰۰۰ وات بر متر مربع) فقط ۳۳٫۷ درصد آن قابلیت تبدیل به انرژی الکتریکی را دارد (۳۳۷ وات بر مربع). سلول‌های خورشیدی تک کریستاله مدرن تجاری بازدهی در حدود ۲۲ درصد دارند، که بیشتر هدر رفت انرژی به خاطر مشکلات عملی سیستم است مانند بازتاب از سطح سلول خورشیدی و سایه‌های سیم‌ های نازک رو سطح سلول.
محدودیت شاکلی-کوییسر فقط برای سلول‌های با یک اتصال (p-n) صادق است. سلول‌های چند لایه تابع این محدودیت نیستند. در بهترین حالت با داشتن هزاران لایه و نور متمرکز شده، این محدودیت به ۸۶ درصد می رسد.